# Эльфман, Ричард
Ричард «Рик» Эльфман (англ. Richard "Rick" Elfman, 6 марта 1949) — американский актёр, режиссёр, продюсер, сценарист, композитор, издатель.

## Семья
Ричард Эльфман родился в семье писательницы Клер «Блоссом» Эльфман. Его брат — композитор Дэнни Эльфман, игравший в рок-группе Oingo Boingo.

## Карьера

### Театр
В 1970-х годах Ричард играл в музыкальном театре Жерома Савари Le Grand Magic Circus в Париже.
Он также был постановщиком оперы-балета «История солдата» Игоря Стравинского и сыграл в ней роль Дьявола.

### Музыка
Играл в рок-группе The Mystic Knights of the Oingo Boingo в 1972 году. Играл в телевизионном шоу The Gong Show.

## Фильмография

### Актёр
- La vie facile (1973)
- Я никогда не обещала вам розового сада (фильм) (1977) — Drumming Demon
- Запретная зона (1982) — Массажист, заключённый
- Отрубленные головы (1994) — проповедник в автобусе
- Джордж из джунглей (1997) — танцовщик бонго в клубе танцев
- Нежить (ТВ) (1998) — полицейский с пончиком
- Пугало (2002) — шериф Паттерсон
- Date or Disaster (2003) — коп с пончиком
- Не забывайте меня (2009) — играет самого себя

### Режиссёр
- Запретная зона (1982)
- Отрубленные головы (1994)
- Леди против мафии (1994)
- Нежить (ТВ) (1998)
- Date or Disaster (2003)

### Сценарист
- Запретная зона (1982)
- Леди против мафии (1994)
- Date or Disaster (2003)

### Композитор
- La vie facile (1973)

### Продюсер
- Запретная зона (1982)
- Нежить (ТВ) (1998)
- Date or Disaster (2003)